# Tây, Trung Sơn

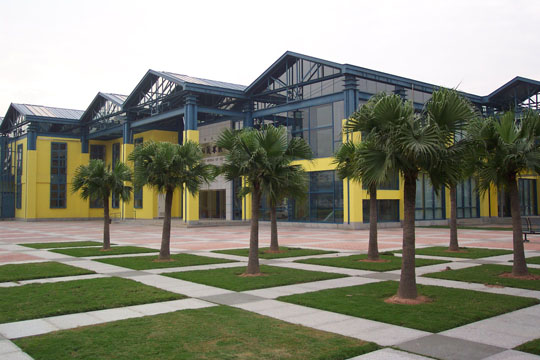
Mỹ thuật quán ở Trung Sơn

Tây (chữ Hán giản thể: 西区, âm Hán Việt: Tây khu) là một quận thuộc địa cấp thị Trung Sơn, tỉnh Quảng Đông, Cộng hòa Nhân dân Trung Hoa. Khu Tây có diện tích 26,7 km², dân số thường trú 60.000 người. Khu Tây nằm ở trung bộ của Trung Sơn, có GDP năm 2005 là 2,4 tỷ nhân dân tệ.